# Sakhma
Sakhma (en rus: Сахма) és un poble de l'óblast d'Astracan, a Rússia, segons el cens del 2010 tenia 379 habitants.